# Чичагов Василь Якович
Василь Якович Чичагов (28 лютого (11 березня) 1726  — 4 (16) квітня, Санкт-Петербург ) — російський мореплавець, полярний дослідник, флотоводець катерининської епохи, адмірал (1782). Батько адмірала Павла Чичагова. Ім'ям адмірала названі острови Чичагова - група з двох островів в архіпелазі Земля Франца-Йосифа.

## Біографія
Походив із дворянського роду Чичагових. Навчався спочатку в Школі навігацьких наук, після чого здобув додаткову освіту у Великій Британії на королівському флоті. Навчання завершив у 1742 році, після чого з 16-ти років вступив на службу до російського флоту.
У 1764 році був призначений помічником головного командира Архангельського порту. Перебуваючи на цій посаді, двічі — у 1765 і 1766 роках — вирушав у "секретні експедиції" на трьох кораблях з порту Кола до Камчатки та Північної Америки, які мали на меті виявлення "морського проходу Північним океаном у Камчатку" (проект академіка М. В. Ломоносова, який припустив, що тривалий сонячний прогрів у полярний день призводить до звільнення океану навколо полюса від льоду, і писав: "Північний океан є широке поле, де посилитися може російська слава, поєднана з безприкладною користю через винахід східно- Індію та Америку" ), де передбачалася його зустріч із загоном П. К. Креніцина. Однак через важкі льоди ці експедиції досягали лише 80 ° 26 'північної широти на північний захід від Шпіцбергена вперше і 80 ° 30' північної широти в другий, після чого змушені були повернутися в Архангельськ. На той час це було максимальне просування кораблів на північ, також учасниками експедиції було виконано великий обсяг геофізичних, океанографічних та метеорологічних спостережень, описаний тваринний та рослинний світ Шпіцбергена.
Згодом Чичагов обіймав посаду головного командира Архангельського, Ревельського та Кронштадтського портів. Під час Російсько-турецької війни у 1772—1774 роках Чичагов командував одним із загонів "Донської флотилії", яка обороняла Керченську протоку. У 1782 отримав звання адмірала.
Після смерті адмірала. До. Грейга Катерина II призначила Чичагова командувачем флоту під час війни зі шведами . На цій посаді він здобув перемоги над переважаючими силами супротивника в Еландському (1789), Ревельському (1790) і Виборзьких битвах, взявши при цьому в полон безліч кораблів, фрегатів та інших судів, більше 5000 солдатів і до 200 офіцерів, у тому числі шведського контр-адмірала Ці перемоги змусили шведського короля Густава III до швидкого укладання миру.
З ім'ям Чичагова пов'язаний відомий історичний анекдот, згідно з яким під час аудієнції у Катерини II адмірал, розповідаючи про виграну битву, так захопився, що, забувши про етику та правила пристойності, почав рясно матюкатися, лаючи шведів. Опам'ятавшись, Чичагов зніяковів і почав просити вибачення, але Катерина тактовно вдала, що зрозуміла непристойних висловів, сказавши: "Нічого, Василю Яковичу, продовжуйте; я ваших морських термінів не розумію".
У 1793 призначений командувачем експедиційним флотом (25 лінійних кораблів, 7 фрегатів і кількох дрібних суден), призначеним для участі, спільно з британським флотом, у блокаді узбережжя революційної Франції. 30 червня флот Чичагова вийшов з Ревеля і попрямував до берегів Британії, де став на якорі біля острова Мен. 13 липня до Північного моря, для участі в блокаді, була відправлена ескадра адмірала Круза (9 лінійних кораблів та 3 фрегати). Ескадра Круза брала участь у блокаді близько двох тижнів, 14 серпня біля острова Борнхольм вона з'єднується з рештою Чичагового флоту, який у цей час повертався до Росії. 20 серпня флот повернувся до Ревеля.
Вийшов у відставку у 1797 році. Помер 4 квітня 1809 року, був похований на Лазаревському цвинтарі Олександро-Невської лаври. Напис на надгробному пам'ятнику, написаний особисто Катериною II, говорить:
"З потрійною силою йшли шведи на нього. Дізнавшись, він сказав: Бог захисник мій. Чи не проковтнуть вони нас. Відобразивши, полонив та перемоги здобув."

## Нагороди
- Орден Святої Анни  (жовтень 1772);
- Орден Святого Георгія IV класу (26 листопада 1773) - за проведення 18 кампаній;
- Орден Святого Олександра Невського (24 листопада 1782);
- Орден Святого апостола Андрія Первозванного ( 1790) - за перемогу в Ревельській битві;
- Орден Святого Георгія I класу (26 липня 1790) - за перемогу у Виборзькій битві.

## Пам'ять
На честь Василя Чичагова названо:
- Гора Чичагів ( 55°43′ пн. ш. 160°12′ зх. д. / 55.717° пн. ш. 160.200° зх. д. 55°43′ пн. ш. 160°12′ зх. д. / 55.717° пн. ш. 160.200° зх. д. 55°43′ пн. ш. 160°12′ зх. д. / 55.717° пн. ш. 160.200° зх. д. ), на півострові Аляска;
- Гора Чичагов (367 м), на острові Західний Шпіцберген, архіпелагу Шпіцберген;
- Затока Чичагова ( 55°39′ пн. ш. 160°15′ зх. д. / 55.650° пн. ш. 160.250° зх. д. 55°39′ пн. ш. 160°15′ зх. д. / 55.650° пн. ш. 160.250° зх. д. 55°39′ пн. ш. 160°15′ зх. д. / 55.650° пн. ш. 160.250° зх. д. ), в Тихому океані, на південному узбережжі півострова Аляска;
- Затока Чичагова, в Тихому океані, острів Нуку-Хіва в Південній Полінезії, Маркізський архіпелаг;
- Мис Чичагов ( 58°22′ пн. ш. 157°32′ зх. д. / 58.367° пн. ш. 157.533° зх. д. 58°22′ пн. ш. 157°32′ зх. д. / 58.367° пн. ш. 157.533° зх. д. 58°22′ пн. ш. 157°32′ зх. д. / 58.367° пн. ш. 157.533° зх. д. ), на північно-західному березі півострова Аляска;
- Мис Чичагов (Сата), на західному березі острова Кюсю, Японія;
- Мис Чичагов, на острові Нуку-Хіва, Маркізський архіпелаг;
- Мис Чичагов, на острові Західний Шпіцберген ;
- Набережна Адмірала Чичагова у Виборзі ;
- Острів Чичагів ( 57°52′ пн. ш. 135°47′ зх. д. / 57.867° пн. ш. 135.783° зх. д. 57°52′ пн. ш. 135°47′ зх. д. / 57.867° пн. ш. 135.783° зх. д. 57°52′ пн. ш. 135°47′ зх. д. / 57.867° пн. ш. 135.783° зх. д. ), в Тихому океані, Олександрівський архіпелаг, Аляска;
- О-ва Чичагова ( 81°32′ пн. ш. 56°48′ сх. д. / 81.533° пн. ш. 56.800° сх. д. 81°32′ пн. ш. 56°48′ сх. д. / 81.533° пн. ш. 56.800° сх. д. 81°32′ пн. ш. 56°48′ сх. д. / 81.533° пн. ш. 56.800° сх. д. ), в архіпелазі Нова Земля;
- Протока Чичагова ( 56°21′ пн. ш. 132°29′ зх. д. / 56.350° пн. ш. 132.483° зх. д. 56°21′ пн. ш. 132°29′ зх. д. / 56.350° пн. ш. 132.483° зх. д. 56°21′ пн. ш. 132°29′ зх. д. / 56.350° пн. ш. 132.483° зх. д. ), між островами Етоліна на півдні і Воронковського на півночі в Олександрівському архіпелазі, Аляска.

Примітно, що Чичагов зображено на поштовому блоці марок Республіки Чад.
На стелі «Місто військової слави», встановленої у 2011 році у Виборзі, розміщено барельєф із зображенням В. Я. Чичагова.
14 серпня 2017 року у селі Старове Нейського району Костромської області відбулося відкриття пам'ятника .

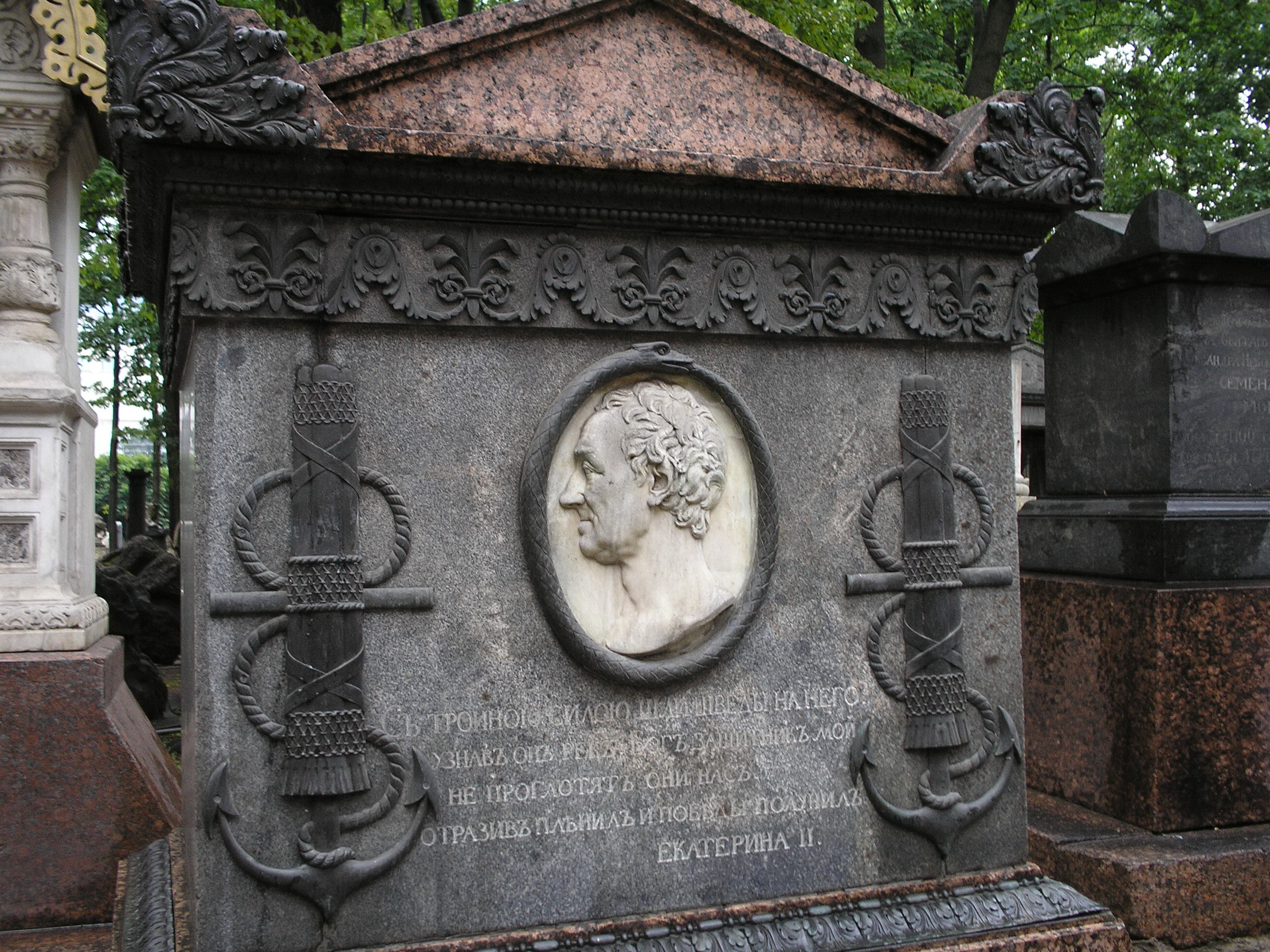
Надгробок Ст. Я. Чичагова

## Цікаві факти
- Праправнуком Ст. Я. Чичагова є істориком моди А. А. Васильєв[6].